# Joachim Kroll
Joachim Kroll (17 de abril de 1933 - 1 de julio de 1991) fue un asesino en serie y caníbal alemán que mató a ocho personas entre 1955 y 1976. Fue condenado a cadena perpetua en 1982, declarado culpable de ocho asesinatos y un intento de asesinato.
Murió en prisión en 1991 por un ataque al corazón.